# Fanciullo morso da un gambero
Il Fanciullo morso da un gambero è un disegno di Sofonisba Anguissola, realizzato a carboncino e matita su carta cerulea e datato 1554 circa.

## Storia
Questo disegno si trovava nella collezione del cardinale Fulvio Orsini e nell'anno 1600 passò per eredità al cardinale Odoardo Farnese, insieme ad altre tre opere di Sofonisba Anguissola:  Partita a scacchi, Autoritratto alla spinetta e un disegno non identificato. Pervenne quindi ai Borboni di Napoli, per eredità Farnese ed è presente negli inventari di palazzo Farnese, a Roma, redatti nel 1644 e nel 1653. Nel 1799 fu portato a Napoli e qui si perse l'attribuzione a Sofonisba Anguissola.
Da una lettera, scritta da Tommaso Cavalieri a Cosimo I de' Medici, il 20 gennaio 1562, in accompagnamento al dono di due disegni (di cui uno era Vecchia che studia l'alfabeto ed è derisa da una bambina di Sofonisba Anguissola e l'altro era Cleopatra di Michelangelo Buonarroti), sappiamo che Fanciullo morso da un gambero era stato realizzato proprio su suggerimento di Michelangelo — cui era stato inviato in visione — e che rappresentava Asdrubale, fratellino di Sofonisba (nato nel 1551):
(Tommaso Cavalieri, Lettera)
Secondo Roberto Longhi, si pensò inizialmente che fosse una copia e che il disegno originale fosse a Berlino, in privata collezione. Fu poi attribuito a Santi di Tito e il disegno di Berlino fu considerato una copia.  Da questo disegno furono tratte incisioni.

### Descrizione
Il bambino (Asdrubale Anguissola) ha messo una mano in un cestino, dove era nascosto un gambero. Ora piange per il dolore improvviso, accanto alla sua sorellina (Europa Anguissola). Questo disegno Fanciullo morso da un gambero, che anticipa Caravaggio in Ragazzo morso da un ramarro, rappresenta la prima espressione artistica in cui un dolore fisico improvviso provoca una smorfia di pianto. Il naturalismo, che derivava dagli studi di fisiognomica di Leonardo da Vinci, si diffuse a metà cinquecento in Lombardia e arrivò anche a Sofonisba Anguissola. Bisogna confrontare questo disegno anche  con il dipinto Due bambini molestano un gatto di Annibale Carracci, conservato al Metropolitan Museum di New York) e Il bambino morso dal  granchio di Vincenzo Campi al Castello di Krichheim. Un passaggio da Michelangelo Buonarroti a Michelangelo da Caravaggio.
Michelangelo intrattenne col padre di Sofonisba un carteggio: Amilcare Anguissola chiese disegni a Michelangelo, perché sua figlia Sofonisba li  potesse colorire.